# Петар Солинат
Петар Солинат (лат. Petar Solinat; 1565-1623) био је Србин из Тузле. Први католички бискуп Бугарске поставио је темеље такозване католичке пропаганде у бугарским земљама. 